# مورچه‌های یورشگر
مورچه‌های یورشگر (نام علمی: Pachycondyla analis) نام یک گونه از زیرخانواده مورچه‌های کمرباریک است.

### نجات مورچه‌های مجروح
دانشمندان اخیراً نوع کاملاً متفاوتی از نوع دوستی میدان جنگ را در مورچه‌های یورشگر در جنوب صحرای آفریقا کشف کردند. این مورچه‌ها به شکار موریانه‌ها معروف هستند و با آنها مبارزه می‌کنند. از دست دادن دست و پا در طول یک حمله غیر معمول نیست. اریک فرانک، زیست‌شناس فرگشتی در دانشگاه لوزان در سوئیس، می‌گوید که این آسیب‌ها همیشه کشنده نیستند، مورچه‌های زخمی توسط هم آشیانه‌هایشان به خانه برده می‌شوند و زخم‌های آنها را تمیز می‌کنند تا بتوانند التیام پیدا کنند. خیلی زود، آنها می‌توانند حتی با چند پا کوتاه شده به سرعت یک مورچه سالم بدوند و دوباره برای حمله بروند.
رفتار نجات نیز محدود به مورچه‌هایی است که اندکی آسیب دیده‌اند (از دست دادن ۱–۲ دست و پا). مورچه‌هایی که به شدت زخمی شده‌اند (که ۳ یا بیشتر دست و پا را از دست داده‌اند) در شکارگاه رها می‌شوند. اعتقاد بر این است که مکانیسمی که با آن تنظیم می‌شود، نسبتاً ساده و مبتنی بر یک فرایند دو مرحله ای است: پس از زخمی شدن مورچه، اولین گام این است که دوباره سعی کند به‌طور معمول روی پاهایش بایستد. مرحله دوم درخواست کمک و همکاری با کمک‌کنندگان پاسخگو است، اما اگر نتوان به مرحله اول دست یافت، مرحله دوم رخ نخواهد داد.